# Corumbataí
Corumbataí est une municipalité brésilienne de l'État de São Paulo et la Microrégion de Rio Claro.

## Toponymie
La municipalité a été nommée d'après la rivière Corumbataí, une importante source d'eau qui draine son territoire.
Le nom de la rivière et de la ville a son origine dans le poisson Curimbatá, très commun dans la région, poisson qu'on a dessiné au centre des armoiries et du drapeau de la ville.

## Démographie
| Évolution de la population (municipalité) | Évolution de la population (municipalité) | Évolution de la population (municipalité) | Évolution de la population (municipalité) |
| Année                                     | Population                                |                                           | %±                                        |
| ----------------------------------------- | ----------------------------------------- | ----------------------------------------- | ----------------------------------------- |
| 1950                                      | 3 785                                     |                                           | —                                         |
| 1960                                      | 3 514                                     |                                           | −7,2%                                     |
| 1970                                      | 2 842                                     |                                           | −19,1%                                    |
| 1980                                      | 2 784                                     |                                           | −2,0%                                     |
| 1991                                      | 3 156                                     |                                           | 13,4%                                     |
| 2000                                      | 3 794                                     |                                           | 20,2%                                     |
| 2010                                      | 3 874                                     |                                           | 2,1%                                      |
| 2022                                      | 4 195                                     |                                           | 8,3%                                      |
| ,                                         |                                           |                                           |                                           |

## Religion
Le christianisme est présent dans la ville comme suit:

### Église Catholique
L'église catholique de la commune fait partie du Diocèse de Piracicaba.

### Église Protestante
Les croyances évangéliques les plus diverses sont présentes dans la ville, principalement pentecôtistes, notamment les Assemblées de Dieu brésiliennes (la plus grande église évangélique du pays),, Congrégation Chrétienne au Brésil, entre autres. Ces dénominations se développent de plus en plus dans tout le Brésil.